# Ajurus
Ajurus, Wayurú, Ayurú ou Wajuru é um grupo indígena que habita o noroeste do estado brasileiro de Rondônia próximo à Bolívia.

## Língua
Os ajurus falam a língua ajuru que pertence à família das línguas Tuparis. Os membros mais jovens falam principalmente português. Alguns também falam castelhano, pela proximidade com a Bolívia.

## Localização
Nas primeiras décadas do século XX, os ajurus foram localizados nos rios Terebito e Colorado, afluentes da margem direita do médio rio Guaporé, no estado de Rondônia. Atualmente a maioria da população aldeada vive na  Terra Indígena Rio Guaporé.

## Subgrupos
Subgrupos ou clãs:
| Nome       | Tradução                                             |
| ---------- | ---------------------------------------------------- |
| Kup Diriat | “pau”, “mato”, aparentemente, uma alusão à floresta. |
| Kup Goviat | Goviat é “urucum”                                    |
| Üpegiat    | “urubu”                                              |
| Üagá iat   | “sapo”                                               |